# Jan Reetze
Jan Reetze (* 30. September 1956 in Hamburg) ist ein deutscher Autor und Soziologe. Bekannt ist er vor allem für seine Arbeiten im Bereich der Medienforschung sowie für seine Publikationen zu Musik und Kunst.

## Leben und Wirken
Jan Reetze wurde am 30. September 1956 in Hamburg geboren. In den 1970er Jahren absolvierte er unter anderem ein Tontechnik-Praktikum in den Hamburger Alster-Studios. Nach kurzer Tätigkeit in der Musikproduktion schloss er eine Ausbildung zum Industriekaufmann ab und war Mitbegründer der Waves Lightshow.
Später studierte Reetze Soziologie an der Universität Hamburg, wobei er sich in den Nebenfächern auch mit Politikwissenschaft, Journalistik, Sozial- und Wirtschaftsgeschichte sowie Systematischer Musikwissenschaft beschäftigte. Im Jahr 1992 promovierte er an der Universität Hamburg mit einer Arbeit über „Die Realität der Medien“.
Reetze veröffentlichte seit 1987 mehrere Bücher und war zudem als Autor von Radio-Features und anderen Beiträgen für den NDR und den Deutschlandfunk tätig. Seine Arbeitsschwerpunkte lagen dabei insbesondere auf Musik, Kunstthemen sowie Mediengeschichte und -forschung.
Zusätzlich zu seiner Tätigkeit als Autor absolvierte Jan Reetze ein Drehbuchstudium bei The Pittsburgh Filmmakers und erhielt 2012 ein ScholarScript-Drehbuchstipendium von Millbrook Pictures, Berlin.
Parallel zu seinen kreativen Tätigkeiten arbeitete Reetze zeitweise als Studienleiter bei einem Meinungsforschungsinstitut, wirkte an einem Forschungsprojekt des Instituts für Soziologie der Universität Hamburg mit, war freier Mitarbeiter beim Erdenklang-Musikverlag sowie in der Pressearbeit für Independent-Plattenlabels aus dem Bereich Elektronik und Gothic tätig. Des Weiteren war er Storyliner für eine Daily Soap und von 2004 bis 2008 geschäftsführender Gesellschafter der Sternklang Musik oHG, einem Musikverlag mit Hörbuchproduktion in Tornesch bei Hamburg.
Jan Reetze ist verheiratet und lebt seit 2008 mit seiner Frau in Pittsburgh, Pennsylvania, USA.

## Bücher
- Musikcomputer – Computermusik. Gegenwart und Zukunft eines neuen Mediums. J. B. Metzler, Stuttgart 1987, ISBN 3-476-30294-6.
- Die Realität der Medien. Die Synthese von Film, Musik, audiovisueller Kunst und elektronischen Informationsmedien. Dissertation, Metzler, Hannover 1992, ISBN 3-8156-3354-0.
- Medienwelten. Schein und Wirklichkeit in Bild und Ton. Springer, Berlin/Heidelberg/New York 1993, ISBN 978-3-540-56538-3.
- Gläserne Verbraucher. Markt- und Medienforschung unter der Lupe. Fischer Taschenbuchverlag, Frankfurt/Main 1996, ISBN 978-3-596-12684-2.
- Times & Sounds. Germany's Journey from Jazz and Pop to Krautrock and Beyond. Halvmall, Bremen 2020, ISBN 978-3-9822100-0-1.
- Der Sound der Jahre. Westdeutschlands Reise von Jazz und Schlager zu Krautrock und darüber hinaus – Ein Trip durch fünf Musikjahrzehnte. Halvmall, Bremen 2022, ISBN 978-3-9822100-2-5.
- Die Geschichte von Kraftwerks „Autobahn“. Eine Liebeserklärung an ein 50 Jahre altes Album. Halvmall, Bremen 2024, ISBN 978-3-9822100-4-9.

## Buchbeiträge, Hörfunk und Fernsehen (Auswahl)
- Heiße Hits aus kühlen Rechnern. Computer und Musik. Folge 1: „Technik und Töne“ & Folge 2: „Markt und Tendenzen“. Reihe „Medienreport“, NDR 3; 17. und 19. Juni 1988; jeweils 30 Minuten
- Videoclips. Technik, Produktion und Marktbedeutung. Reihe „Medienreport“, NDR 3; 18. Dezember 1988; 25 Minuten
- Hopp oder Top – oder Flop. Gameshows und neue Werbeformen in Funk und TV. Reihe „Logo“, NDR 4; 7. und 11. November 1991; 25 Minuten
- Auf dem Sofa um die Erde. Weltempfang mit dem Kurzwellenradio. Reihe „Logo“, NDR 4; 31. Januar 1991; 30 Minuten;
- Streit um Drei. Fallvorlagen für die Gerichtsshow, ZDF/Televersal Hamburg, 2002
- Joe Meek (1929-1967). Portrait des britischen Musikproduzenten. joemeekpage.info, 2006
- Joe Meeks's foreign Language Recordings. Mit Thomas Meyer in: Thunderbolt Magazine No. 70, S. 44–45. London, Februar 2014
- Harmonia – Live in Hamburg 1975. Konzertbesprechung in: Klanghorizonte, Deutschlandfunk, 19. Dezember 2015
- Maskentänzer. Das Künstlerpaar Lavinia Schulz und Walter Holdt. Radiofeature, Deutschlandfunk, 18. November 2016, 50 Minuten
- Terje Rypdal – Live beim First New Jazz Festival Hamburg, Juni 1975. Konzertbesprechung in: Klanghorizonte, Deutschlandfunk, 17. Oktober 2020
- Rolf-Ulrich Kaiser und das Ohr-Label. In: Bernd Kistenmacher: Ferne Ziele – Geschichten über die Berliner Schule für elektronische Musik, S. 656–674. edition mahlstrom, Berlin 2023
- Fun, Fun, Fun on the Autobahn -- Zur Wahrnehmung deutscher Rockmusik in den USA am Beispiel Kraftwerk. In: Markus Joch/Christoph Jürgensen/Gerhard Kaiser (Hg.): Protestpop und Krautrock, S. 71–92. J. B. Metzler, Berlin 2024